# Rodrigo Ríos Lozano
Rodrigo Ríos Lozano (Sória, 6 de junho de 1990), mais conhecido como Rodri é um futebolista espanhol que atua como atacante. Atualmente joga pela Cultural Leonesa.

## Carreira
Nascido em Sória e criado em Dos Hermanas (Sevilla), Rodri começou na base do A.D. La Motilla F.C., onde se destacou. Posteriormente, ele se mudou para a base do Sevilla, e estreou no profissional na temporada 2009–10.
No verão de 2011, foi contratado pelo Barcelona B.

## Títulos
Sevilla
- Copa do Rei: 2010